# Suat Serdar
Suat Serdar (Bingen am Rhein, Distrito de Maguncia-Bingen, Renania-Palatinado, Alemania, 11 de abril de 1997) es un futbolista alemán que juega como centrocampista en el Hellas Verona F. C. de la Serie A de Italia.

## Trayectoria

### Maguncia 05
Serdar dio sus primeros pasos futbolísticos en el Hassia Bingen en su ciudad natal y se mudó en 2008 cuando tenía once años a las divisiones menores del Maguncia 05 de su distrito natal con el cual fue progresando desde el equipo sub-12, pasando por los conjuntos sub-17 y sub-19 hasta formar parte del segundo equipo del Maguncia, con el cual debutó el 15 de septiembre de 2015 frente al Stuttgart II por la 3. Liga 2015/16. Tres días después hizo su debut con el primer equipo en la máxima división alemana, el 18 de septiembre frente al Hoffenheim. Aunque el Maguncia venció 3-1, Serdar jugó poco más de dos minutos al ingresar al minuto 88 en lugar de Yunus Mallı.
En la siguiente temporada tuvo poca actividad con el primer equipo, aunque llegó a debutar en torneos internacionales, jugando cuatro partidos de la fase de grupos de la Liga Europa de la UEFA 2016-17. En la campaña 2017/18 sin embargo, se terminó ganando el puesto de titular en el centro del campo del Maguncia, a la vez que anotó su primer gol con el club. Este se produjo el 9 de septiembre de 2017 en la victoria sobre el Bayer Leverkusen por 3-1.

### Schalke 04
Siendo seleccionado sub-21 con Alemania, Serdar fue anunciado como nuevo jugador del Schalke 04 el 17 de mayo de 2018, con contrato a  partir del 1 de julio hasta el 30 de junio de 2022, convirtiéndose en el tercer fichaje del club de cara a la temporada 2018/19.
Debutó con su nuevo club jugando de titular en la primera fecha de liga, disputada el 25 de agosto de 2018, partido que el Schalke perdió 2-1 con el Wolfsburgo. El 31 de marzo de 2019, ya con varios partidos acumulados, convirtió su primer gol con el club, anotando el único tanto del encuentro ante Hannover 96 en un momento difícil de la temporada que les permitió alejarse de puestos de descenso. Schalke mantuvo la categoría cuajando una temporada irregular, sin embargo Serdar vio bastante acción tras jugar en 35 ocasiones en todas las competiciones.
En junio de 2021 se marchó al Hertha Berlín con el que firmó para las siguientes cinco temporadas.

## Selección nacional
Formó parte de la categoría sub-21 de la selección de fútbol de Alemania con la cual disputó ocho partidos y anotó dos goles. De igual forma integró casi todas las categorías inferiores como la sub-16 (4 partidos), sub-17 (4 partidos), sub-18 (4 partidos), sub-19 (11 partidos y 3 goles) y sub-20 (8 partidos y 1 gol).
El 9 de octubre de 2019 debutó con la absoluta en un amistoso ante Argentina que finalizó en empate a dos tras sustituir a Serge Gnabry en el minuto 72.

### Participaciones en Copas del Mundo
| Mundial                               | Sede          | Resultado        | Partidos | Goles |
| ------------------------------------- | ------------- | ---------------- | -------- | ----- |
| Copa Mundial de Fútbol Sub-20 de 2017 | Corea del Sur | Octavos de final | 4        | 1     |

### Participación en Eurocopas
| Torneo                            | Sede                | Resultado     | Partidos | Goles |
| --------------------------------- | ------------------- | ------------- | -------- | ----- |
| Campeonato Europeo Sub-19 de 2016 | Alemania            | Quinto puesto | 4        | 1     |
| Eurocopa Sub-21 de 2019           | Italia · San Marino | Subcampeón    | 3        | 0     |

## Clubes y estadísticas
Actualizado el 25 de mayo de 2025.
| Club                         | Temporada     | Div.          | Liga  | Liga  | Copas nacionales | Copas nacionales | Copas internacionales | Copas internacionales | Total | Total |
| Club                         | Temporada     | Div.          | Part. | Goles | Part.            | Goles            | Part.                 | Goles                 | Part. | Goles |
| ---------------------------- | ------------- | ------------- | ----- | ----- | ---------------- | ---------------- | --------------------- | --------------------- | ----- | ----- |
| Maguncia 05 II · Alemania    | 2015-16       | 3.ª           | 7     | 0     | —                | —                | —                     | —                     | 7     | 0     |
| Maguncia 05 II · Alemania    | 2016-17       | 3.ª           | 6     | 0     | —                | —                | —                     | —                     | 6     | 0     |
| Maguncia 05 II · Alemania    | Total club    | Total club    | 13    | 0     | 0                | 0                | 0                     | 0                     | 13    | 0     |
| Maguncia 05 · Alemania       | 2015-16       | 1.ª           | 12    | 0     | 0                | 0                | —                     | —                     | 12    | 0     |
| Maguncia 05 · Alemania       | 2016-17       | 1.ª           | 8     | 0     | 2                | 0                | 4                     | 0                     | 14    | 0     |
| Maguncia 05 · Alemania       | 2017-18       | 1.ª           | 25    | 2     | 3                | 1                | —                     | —                     | 28    | 3     |
| Maguncia 05 · Alemania       | Total club    | Total club    | 45    | 2     | 5                | 1                | 4                     | 0                     | 54    | 3     |
| F. C. Schalke 04 · Alemania  | 2018-19       | 1.ª           | 26    | 2     | 2                | 0                | 7                     | 0                     | 35    | 2     |
| F. C. Schalke 04 · Alemania  | 2019-20       | 1.ª           | 20    | 7     | 2                | 0                | —                     | —                     | 22    | 7     |
| F. C. Schalke 04 · Alemania  | 2020-21       | 1.ª           | 25    | 1     | 1                | 1                | —                     | —                     | 26    | 2     |
| F. C. Schalke 04 · Alemania  | Total club    | Total club    | 71    | 10    | 5                | 1                | 7                     | 0                     | 73    | 11    |
| Hertha Berlín · Alemania     | 2021-22       | 1.ª           | 32    | 3     | 3                | 1                | —                     | —                     | 35    | 4     |
| Hertha Berlín · Alemania     | 2022-23       | 1.ª           | 32    | 4     | 1                | 0                | —                     | —                     | 33    | 4     |
| Hertha Berlín · Alemania     | 2023-24       | 2.ª           | 0     | 0     | 1                | 0                | ―                     | ―                     | 1     | 0     |
| Hertha Berlín · Alemania     | Total club    | Total club    | 64    | 7     | 5                | 1                | 0                     | 0                     | 69    | 8     |
| Hellas Verona F. C. · Italia | 2023-24       | 1.ª           | 25    | 0     | 1                | 0                | ―                     | ―                     | 26    | 0     |
| Hellas Verona F. C. · Italia | 2024-25       | 1.ª           | 22    | 2     | 0                | 0                | ―                     | ―                     | 22    | 2     |
| Hellas Verona F. C. · Italia | Total club    | Total club    | 47    | 2     | 1                | 0                | 0                     | 0                     | 48    | 2     |
| Total carrera                | Total carrera | Total carrera | 240   | 21    | 16               | 3                | 11                    | 0                     | 267   | 24    |
| 1. 2.                        |               |               |       |       |                  |                  |                       |                       |       |       |